# Stenellipsis linearis
Stenellipsis linearis là một loài bọ cánh cứng trong họ Cerambycidae.